# Marcel Capelle
Marcel Capelle, né le 25 février 1904 dans le 11e arrondissement de Paris et mort le 8 avril 1996 à Espalion (Aveyron) était un footballeur français qui évoluait au poste de défenseur. Il fut l'un des joueurs français de la Coupe du Monde 1930 en Uruguay.

## Carrière
- 1929-1933 : RC France puis RC Paris ( France)
- 1933-1934 : Football Club de Sète ( France)
- 1934-1935 : AS Saint-Étienne ( France)
- 1935-1936 : Stade de Reims ( France)

Entraîneur
- 1943-1944 :  Équipe fédérale Clermont-Auvergne

## Palmarès
- 9 sélections en équipe de France (1930-1931)[3]
- Sélectionné pour la Coupe du monde 1930.